# Eucalyptus lesouefii
Eucalyptus lesouefii är en myrtenväxtart som beskrevs av Joseph Henry Maiden. Eucalyptus lesouefii ingår i släktet Eucalyptus och familjen myrtenväxter. Inga underarter finns listade i Catalogue of Life.